# Todor Todorov
Todor Ivanov Todorov (* 25. června 1946) je bývalý bulharský zápasník – klasik.

## Sportovní kariéra
Připravoval se v Sofii v klubu Levski-Spartak. Specializoval se na řecko-římský (klasický) styl. V bulharské mužské reprezentaci se pohyboval od konce šedesátých let dvacátého století ve váze do 52 kg. Celou svojí sportovní kariéru byl ve stínu Petara Kirova a na olympijských hrách nikdy nestartoval. Po skončení sportovní kariéry pracoval jako trenér a sportovní funkcionář.

## Výsledky
| Turnaj             | 1973 | 1974 | 1975 | 1976 |
| Turnaj             | 27   | 28   | 29   | 30   |
| Turnaj             | -52  | -52  | -52  | -52  |
| ------------------ | ---- | ---- | ---- | ---- |
| Olympijské hry     |      |      |      | —    |
| Mistrovství světa  | ?    | —    | ?    |      |
| Mistrovství Evropy | 2.   | —    | úč.  | —    |